# ショッパーズ泡瀬
ショッパーズ泡瀬（ショッパーズあわせ）は、かつて沖縄県沖縄市比屋根に存在したダイエーが運営する複合商業施設である。2013年に閉鎖され、建物は解体された。

## 概要
所在地は、街づくりの核として沖縄市比屋根の土地区画整理事業におけるスーパーブロックと位置付けられた一角に立地する。
1994年、ダイエーの「ハイパーマート泡瀬店」として開業する。しかし、2002年5月にダイエーは沖縄県内の不採算店舗の閉鎖を行うとして、同店舗を含む3店舗の閉鎖を発表、同年8月をもって閉店した。
その後、約半年間空き店舗となっていたが、2003年3月に「コープあわせ（コープおきなわ）」を核テナントに「ショッパーズ泡瀬」として新装開店する。しかし、赤字経営により運営が困難となり2007年3月に閉店した。
閉店後の空きフロアは金秀商事が引き継ぐこととなり、2007年3月に「タウンプラザかねひでショッパーズあわせ店」として開店したが、契約満了により2012年に退去した。2013年3月、ダイエーは「今後の集客は厳しい」と判断し、同施設の閉鎖を発表。残存する18店舗のテナントを含め、同年4月末をもって全館の営業を終了した。
同施設の閉鎖後、すぐに建物の解体工事が行われた。その後、イオンタウン（千葉市）が同施設の用地を取得し、新たに商業施設として開発を計画していることが報道された。しかし、2014年には同地東側にマンションが建設、西側は駐車場となった。2024年10月19日には当地の一部にイオン琉球運営のスーパー「イオンスタイルひやごん」が開店した。

## 沿革
- 1994（平成6）年11月25日 - 「ハイパーマート泡瀬店」が開業[1]。
- 2002（平成14）年8月31日 - ハイパーマートが閉店[9]。

- 2003（平成15）年
  - 3月21日 - 「ショッパーズ泡瀬」としてリニューアル[4]。核テナントに生活協同組合コープおきなわが運営する「コープあわせ」がオープン[2]。
  - 7月17日 - 「トイザらス 沖縄泡瀬店」がオープン[注 1]。

- 2006（平成18）年12月27日 - コープあわせの閉鎖、その跡地を金秀商事が引き継ぐことが発表された[3]。
- 2007（平成19）年
  - 3月5日 - コープあわせが閉店。
  - 3月21日 - 「タウンプラザかねひで ショッパーズあわせ店」がオープン。
- 2008（平成20）年3月23日 - 1階に衣料品専門店「マルエー ショッパーズ泡瀬店」がオープン[10]。
- 2012（平成24）年12月 - タウンプラザかねひでが閉店。

- 2013（平成25）年
  - 3月25日 - 4月末での閉鎖を発表[4][5]。
  - 3月31日 - トイザらスが閉店[5]。
  - 4月30日 - 全館で営業を終了。

## 旧施設テナント
- NOVA
- OUTLET-J
- auショップ
- キャンドゥ
- コープあわせ
- シュープラザ
- スタジオアリス
- （株）ツーリスト大旗
- トイザらス
- ばちくゎい堂
- マックハウス
- マルエー（衣料品）
- らんらんらんど
- タウンプラザかねひで

## アクセス

### 路線バス
富士開発前バス停下車、徒歩約3分。
- 58番：馬天琉大泡瀬線（東陽バス）
- 60番：泡瀬循環線（東陽バス）
- 96番：沖縄東中学校線（東陽バス）

高原南バス停下車、徒歩約3分。
- 30番：泡瀬東線（東陽バス）
- 52番：与勝線（沖縄バス）
- 60番：泡瀬循環線（東陽バス）
- 61番：前原線（沖縄バス）

### 注
1. ↑  同店舗の出店に伴い、同年6月に中頭郡嘉手納町の複合商業施設「ネーブルカデナ」内の店舗を閉鎖（移転）した。